# Macrosteles
Macrosteles es un género de Cicadellidae o chicharritas de la tribu Macrostelini con más de 80 especies, la mayoría del hemisferio norte. Algunas especies son migratorias. La especie M. quadrilineatus es bien conocida por ser una plaga de las patatas en los Estados Unidos y Canadá.

## Especies
- Macrosteles alpinus (Zetterstedt, 1828)
- Macrosteles bimaculatus
- Macrosteles binotata
- Macrosteles borealis
- Macrosteles chobauti Ribaut, 1952
- Macrosteles cristatus (Ribaut, 1927)
- Macrosteles empetri (Ossiannilsson, 1935)
- Macrosteles fascifrons
- Macrosteles guttatus
- Macrosteles horvathi
- Macrosteles laevis (Ribaut, 1927)
- Macrosteles latiaedeagus
- Macrosteles lepidus
- Macrosteles oshanini Razvyazkina, 1957
- Macrosteles parvidens
- Macrosteles quadrilineatus
- Macrosteles slossonae
- Macrosteles tibetensis
- Macrosteles variatus
- muchas más.